# Cascia
Cascia est une commune italienne d'environ 3 300 habitants, située dans la province de Pérouse, dans la région Ombrie, en Italie centrale.

## Histoire

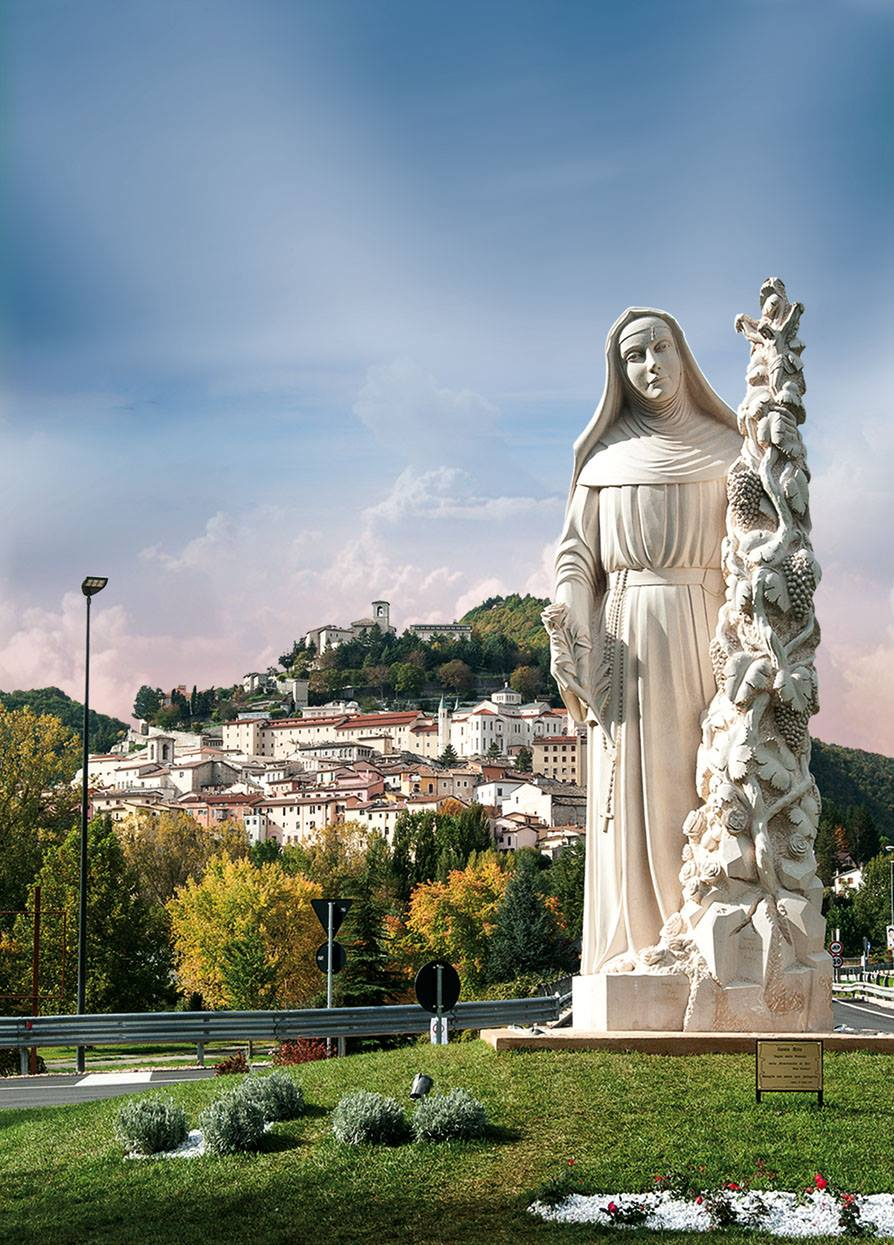
La statue de sainte Rita, à Cascia.

En 1330, un miracle eucharistique aurait eu lieu à Cascia : une hostie consacrée se serait mise à saigner, après qu'un prêtre l'aurait placée avec désinvolture entre les pages de son bréviaire.
Sainte Rita (1381-1457)y vécut, et en est devenue la sainte patronne.

## Monuments et patrimoine
- Basilique Sainte-Rita de Cascia
- Sanctuaire Sainte-Rita de Cascia (it)
- Église Saint-François de Cascia (it)

## Administration
| Période                                  | Période  | Identité   | Étiquette | Qualité |
| ---------------------------------------- | -------- | ---------- | --------- | ------- |
| 29 mai 2007                              | En cours | Gino Emili |           |         |
| Les données manquantes sont à compléter. |          |            |           |         |

### Hameaux
Atri, Avendita, Buda, Castel San Giovanni, Castel Santa Maria, Cerasola, Chiavano, Civita, Colforcella, Collegiacone, Colmotino, Coronella, Fogliano, Logna, Maltignano, Ocosce, Onelli, Opagna, Poggio Primocaso, Roccaporena, San Giorgio, Santa Anatolia, Trognano, Villa San Silvestro, Santa Trinità, Fustagna, Piandoli, Giappiedi, Capanne di Collegiacone, Sciedi, Valdonica, Capanne di Roccaporena, Tazzo, Manigi, Serviglio, Colle Santo Stefano, Puro, Palmaiolo

### Communes limitrophes
Cerreto di Spoleto, Cittareale, Leonessa, Monteleone di Spoleto, Norcia, Poggiodomo